# Милованов, Павел Иларионович
Павел Иларионович Милованов (1923—1991) — митрофорный протоиерей, настоятель Свято-Никольского кафедрального собора города Алма-Аты, духовник Казахстанской митрополии.

## История рода
Предки Павла Иларионовича Милованова происходили из древнего Московского боярского рода, которые служили при дворе царя Ивана Васильевича Грозного и имели высокое положение детей боярских. При дворе новой царствующей династии Миловановы были определены царским указом к службе Посольского приказа. В 1670 году царем Алексеем Михайловичем Игнатий Михайлович Милованов был назначен первым послом в Китае, получив право осваивать Забайкальский край и строить остроги по Амуру. В 1681 году И. М. Милованову было поручено обследование и детальное описание долины реки Зеи и её притока Селемджи для выявления новых «пашенных мест» и возможностей для ускорения хозяйственного освоения края русскими людьми. И. М. Милованов, отправившись из Нерчинска, осмотрел лесостепную западную окраину Зейско-Буреинской равнины и рекомендовал её под пашню. У впадения реки Зеи в Амур И. М. Милованов выбрал место для закладки нового острога, который со временем из крепости и посада стал городом Благовещенском. Также Игнатий Михайлович и его сыновья занимались разведкой руды, содержащей серебро, по реке Нерче и Аргунь и участвовали в создании первых артелей по выплавке этого драгоценного металла. В течение 150-ти лет (1703—1853) Нерчинские заводы поставляли в царскую казну серебро, внеся значительный вклад в развитие отечественной экономики, в укрепление мощи России.
Со временем потомки Игнатия Михайловича переехали в Омск, Москву и Петербург, но немало детей и внуков Василия Игнатьевича продолжали жить в Забайкалье и Алтае.
Ряд родственников Миловановых были репрессированы, а из числа выживших остался Виктор, сын двоюродного брата Илариона — Константина, который впоследствии стал известным биологом.

## Биография
Павел Милованов родился 24 мая 1923 года в селе Хабары Алтайского края в семье Илариона Георгиевича и Феодоры Никоновны Миловановых, у которых было шестеро детей. В 1932 году, когда Павлу исполнилось девять лет, умерла от болезни его мать. По окончании семилетней школы Павел устроился на работу в парниковое хозяйство колхоза «Заря Востока».
Осенью 1943 года Милованов был призван в ряды Красной армии, из-за слабого здоровья зачислен в специальный батальон, в задачу которого входило обеспечение войск и подготовка заградительных инженерных сооружений. В 1946 году был демобилизован из Вооружённых сил и вернулся в Алма-Ату.

## Начало служения
Дядя супруги Павла, староста Свято-Никольского собора в Алма-Ате, рекомендовал его архиепископу Николаю, который в 1948 году возвёл его в иподиакона.
6 января 1952 года, в Рождественский сочельник, владыкой Николаем Павел был рукоположён во дьякона.

## Пастырское служение
22 мая 1957 года, когда Православная церковь совершает празднование в честь перенесения святых мощей святителя и чудотворца Николая из города Мир Ликийских в город Бар, отец Павел был рукоположён архиепископом Алексием во священника к кафедральному собору города Алма-Аты.
Служение отца Павла совпало по времени с хрущёвскими гонениями на Русскую православную церковь. После кончины митрополита Алма-Атинского и Казахстанского Николая (Могилевского) чиновники попытались закрыть Никольский собор. С 1956 по май 1960 год на Алма-Атинской кафедре сменились трое правящих архиереев: архиепископ Иоанн (Лавриненко), архиепископ Алексий (Сергеев) и архиепископ Иннокентий (Леоферов).
В апреле 1960 года архиепископу Иннокентию стали поступать требования от анонимов покинуть город и вверенную ему епархию. С конца апреля прилегающая к Никольскому собору территория была захвачена большим количеством бунтующих, в основном это были женщины средних и старших лет. При попытке Владыки проехать к собору для проведения богослужений женщины бросались под колеса автомобиля, на котором он ехал. Так повторялось неоднократно. В конце мая 1960 года архиепископ отбыл в Москву. До конца июня в соборе богослужения совершали отец Димитрий Млодзянский и отец Павел Милованов, которым также угрожали, призывая «переломать им кости» или «развесить кишки по забору». В конце июня престарелого протоиерея Димитрия толпа так избила, что он уже не в состоянии был совершать священническую чреду. С 1 июля отец Павел Милованов остался единственным священником. С этого времени он жил при соборе и совершал службу один, понимая, что, если он выйдет из церкви, храм тотчас будет закрыт городскими властями. Всё необходимое для богослужения, а также пищу, вещи он получал через верных церковных людей. В цокольном этаже собора находились комнаты отдыха священников, что дало ему возможность продержаться столько времени на «осадном положении».
15 сентября 1960 года на Алма-Атинскую и Казахстанскую кафедру был назначен архиепископ Иосиф (Чернов), один из великих старцев и исповедников Российской церкви. Когда к главным воротам Никольского собора подъехал новоназначенный на кафедру архиепископ Иосиф, толпа бросилась под колеса автомобиля, преграждая ему дорогу. Владыка развернул машину и уехал в храм Казанской иконы Божией Матери, расположенный в Малой Станице. На следующий день он издал указ о переводе архиерейской кафедры из Никольского собора в Казанский храм. Когда стало известно о таком решении владыки Иосифа, бунтари стали расходиться по домам. Позже владыка простил раскаявшихся бунтарей и в ближайший праздник прибыл служить Всенощное бдение в Никольский кафедральный собор.
16 декабря 1961 года архиепископом Иосифом отец Павел был назначен ключарём Свято-Никольского собора. 6 апреля 1962 года отец Павел был награждён наперсным крестом. В 1964 году отец Павел поступил на заочный сектор Московской духовной семинарии, которую успешно окончил в 1968 году. 12 апреля 1968 года возведён в сан протоиерея. 24 марта 1977 года награждён крестом с украшениями, а 22 апреля 1981 года — митрой. 26 июля 1983 года награждён правом служения Божественной литургии до «Отче наш» с отверстыми Царскими вратами.
У отца Павла и матушки Татьяны была многодетная семья. Все дети получили христианское воспитание и, не смотря на притеснения и сложности, которое они встречали в своей жизни как дети священника, смогли получить специальное и высшее образование.
Ревностное служение Православной церкви не осталось без внимания со стороны безбожников. Неоднократно на отца Павла нападали люди с угрозой расправы: четырежды он сумел избежать смерти. Дважды отца Павла пытались отравить, после второго случая он находился в критическом состоянии более двух месяцев. После такого испытания он смог вернуться к служению в храме.

## Монашеский постриг
17 января 1989 года овдовевший отец Павел написал прошение о пострижении в монашество. 29 марта 1991 года, в четверг Крестопоклонной седмицы Великого Поста архиепископ Алма-Атинский и Казахстанский Алексий (Кутепов) совершил монашеский постриг протоиерея Павла с наречением имени Исаакий, в честь преподобного Исаакия Радонежского чудотворца.
5 июня 1991 года после продолжительной болезни иеромонах Исаакий скончался и был погребён на главном городском кладбище Алма-Аты, на епархиальном участке, рядом с могилами почивших святителей — священноисповедников Николая и Иосифа.

## Награды
За заслуги перед Русской православной церковью отец Павел был неоднократно награждён:
- камилавка — 25 апреля 1959 года;
- наперсный крест — 6 апреля 1962 года;
- протоиерей — 12 апреля 1968 года;
- палица — 3 апреля 1973 года;
- крест с украшениями — 24 марта 1977 года;
- благословенная Патриаршая грамота — 6 марта 1980 года;
- митра — 22 апреля 1981 года;
- орден преподобного Сергия Радонежского III степени — 24 марта 1982 года;
- служение Божественной литургии до «Отче наш» с отверстыми Царскими вратами — 26 июля 1983 года;
- орден святого равноапостольного Великого князя Владимира III степени — 2 мая 1990 года.